# Malgasia decaryi
Malgasia decaryi är en insektsart som först beskrevs av Lucien Chopard 1946.  Malgasia decaryi ingår i släktet Malgasia och familjen Mogoplistidae. Inga underarter finns listade i Catalogue of Life.